# Bo Burnham
Robert Pickering "Bo" Burnham (Hamilton, Massachusetts; 21 de agosto de 1990) es un comediante, cantautor, actor y director estadounidense. Comenzó su carrera en YouTube en 2006 y su canal ha obtenido más de 3.46 millones de suscriptores y más de 741.8 millones de visualizaciones hasta marzo del 2023.
En 2008, firmó un contrato discográfico con Comedy Central Records y su primer EP, Bo Fo Sho, se publicó en junio de ese año, mientras que su álbum debut de larga duración, Bo Burnham, se lanzó en marzo de 2009. En septiembre de 2010, publicó su segundo álbum Words Words Words, junto con su primer especial de comedia en vivo del mismo nombre. Lanzó su tercer álbum, what., en 2013 y su segundo especial de comedia de mismo nombre se estrenó en YouTube y Netflix. Su tercer especial de comedia, Make Happy, se estrenó en Netflix en 2016.
En 2018, debutó como director y guionista con la película Eighth Grade, por la que recibió el premio al Mejor guion original del Sindicato de Guionistas de Estados Unidos, entre otros galardones.
Su cuarto especial de comedia, Bo Burnham: Inside, se estrenó en Netflix en 2021 con elogios de la crítica y audiencia. Por el especial, Burnham ganó el premio Grammy a la Mejor Canción escrita para medios audiovisuales ("All Eyes on Me") y recibió una nominación por Mejor video musical de formato largo. También recibió seis nominaciones a los premios Primetime Emmy, ganado tres, incluyendo por Dirección musical sobresaliente. 

## Primeros años
Burnham nació en Hamilton (Massachusetts), el 21 de agosto de 1990. Es hijo de Scott Burnham, propietario de una compañía de construcción, y de Patricia Burnham, enfermera de cuidados paliativos. Es el menor de tres hermanos.
Fue al colegio St John's de Danvers (Massachusetts), donde recibió educación gratuita gracias al trabajo de su madre como enfermera del instituto. Se graduó en 2008. Fue admitido en la Tisch School of the Arts de la Universidad de Nueva York para estudiar teatro experimental, pero nunca asistió a la universidad puesto que comenzó su carrera como comediante.

## Carrera
En 2006, se grabó a sí mismo interpretando dos canciones de su autoría y publicó los videos en YouTube, por entonces aún una plataforma nueva, para compartirlos con su familia. Sus vídeos rápidamente se volvieron populares al compartirse en sitios como Break.com.
Acompañándose con guitarra o con piano digital, continuó lanzando en línea canciones y vídeos autodenominados "comedia musical pubescente", a medida que su audiencia crecía. Descrito en The Boston Globe como "bueno y perturbador a la vez, íntimo en una especie de locura", Burnham escribió y lanzó canciones sobre la supremacía blanca, las discapacidades y la homosexualidad de Helen Keller, entre otros temas. Todos los vídeos rodados en el hogar de Burnham se autograbaron en la casa de su familia en Hamilton.
Su música y actuaciones tratan temas como la raza, el género, la sexualidad humana, el sexo y la religión. Él describe su personaje en el escenario como una "versión más arrogante y arrugada [de] sí mismo". Al hablar con The Detroit News sobre su rap, dijo querer honrar y respetar la perspectiva y la cultura del hip-hop.
Grabó una actuación en Londres para The World Stands Up de Comedy Central en enero de 2008 (emitida el 30 de junio de 2008) y firmó un contrato de cuatro discos con Comedy Central Records. Comedy Central Records lanzó el primer EP de Burnham, las seis canciones de Bo fo Sho, como álbum de lanzamiento en línea el 17 de junio de 2008. El primer álbum completo de Burnham, el homónimo Bo Burnham, se lanzó el 10 de marzo de 2009.
Burnham ha interpretado su música en los Estados Unidos, incluyendo Cobb's Comedy Club, YouTube Live en San Francisco y Caroline's Comedy Club en la ciudad de Nueva York, e internacionalmente en Londres y Montreal. En agosto de 2010, fue nominado para el "Mejor Show de Comedia" en los Premios de Comedia de Edimburgo 2010 después de su presentación inaugural (de Bo Burnham: Words, Words, Words). En su lugar, recibió el "Premio del panel", un premio de 5,000 £ por "el espectáculo o el acto que más ha capturado el espíritu de comedia del Fringe 2010".
El 3 de marzo de 2009, 15 estudiantes del Westminster College en Fulton, Misuri (miembros de la Alianza gay-heterosexual, la Asociación de Estudiantes Negros, el Club Internacional y la Organización de Diversidad Cultural) protestaron por su concierto allí esa noche, debido a su uso de términos homofóbicos y racistas en sus actuaciones. Burnham se pronunció sobre la controversia: "Es muy irónico porque los matones homosexuales eran los que se metían conmigo en la escuela secundaria... Intento escribir una sátira con buenas intenciones, pero tienen que estar ocultas. No puede estar completamente claro; es lo que la hace comedia". A pesar de que la administración de la universidad había contratado a Burnham ignorando el material de su programa, el decano de estudiantes John Comerford elogió las oportunidades que la controversia trajo a la escuela.
El 21 de mayo de 2010, Burnham grabó Words Words Words, su primer especial de una hora para Comedy Central en el House of Blues de Boston, como parte de la serie de especiales de stand-up House of Comedy; se emitió en Comedy Central el 16 de octubre de 2010.
En 2013, escribió y protagonizó la serie Zach Stone Is Gonna Be Famous, de la que también fue productor ejecutivo. La serie se emitió en MTV y a pesar de recibir críticas generalmente positivas, tuvo bajos niveles de audiencia, por lo que se canceló después de una sola temporada. El segundo especial de Burnham, titulado what., se lanzó en Netflix y en YouTube el 17 de diciembre de 2013.
El cuarto especial de Burnham, Make Happy se estrenó en Netflix el 3 de junio de 2016.
En el verano de 2017, comenzó con la producción de la película Eighth Grade, su debut como director y guionista, inspirada en sus propios problemas de ansiedad. Abordó temas como el uso intensivo de las redes sociales, la salud mental de la generación Z, la sexualidad y el consentimiento. La A24 distribuyó la película, que se estrenó en Estados Unidos el 13 de julio de 2018, con éxito en crítica y taquilla.
En 2020, interpretó a Ryan Cooper en Promising Young Woman, película dirigida y escrita por Emerald Fennell. La crítica alabó la película, que recibió varias nominaciones al Premio de la Academia, de las que ganó la del Mejor guion original. Por su interpretación, Burnham recibió una nominación por Mejor actor de reparto en los premios de la Asociación de Críticos de Hollywood.
En 2021, Burnham estrenó en Netflix su cuarto especial, Bo Burnham: Inside, donde cuenta su estadía en casa en medio de la pandemia de COVID-19 en 2020. La crítica lo aclamó, consiguiendo un 97 % de aprobación en Rotten Tomatoes y un 8,9 en IMDb. Entre otros galardones, recibió tres premios Primetime Emmy y un Grammy por el especial.

## Vida personal
Vive en Los Ángeles. Tuvo una relación con la cineasta Lorene Scafaria (2013-2022)
Actualmente está saliendo con la cantante y compositora Phoebe Bridgers

## Tours
- Fake I.D. – otoño de 2009.
- Bo Burnham and (No) Friends – otoño de 2010
- Bo Burnham Live (UK/US Tour) – junio de 2011-julio de 2012
- Bo Burnham: What Tour - verano de 2013
- Bo Burnham: Make Happy Tour – otoño de 2016

## Filmografía

### Cine
| Año  | Película                  | Papel            | Notas               |
| ---- | ------------------------- | ---------------- | ------------------- |
| 2009 | American Virgin           | Rudy             |                     |
| 2009 | Funny People              | Miembro del cast |                     |
| 2011 | Hall Pass                 | Cantinero        |                     |
| 2012 | Adventures in the Sin Bin | Tony             |                     |
| 2017 | The Big Sick              | CJ               |                     |
| 2017 | Rough Night               | Toney            |                     |
| 2018 | Eighth Grade              | -                | Director y escritor |
| 2020 | Promising Young Woman     | Ryan Cooper      |                     |

### Televisión
| Año  | Título                          | Papel      | Notas                                                      |
| ---- | ------------------------------- | ---------- | ---------------------------------------------------------- |
| 2010 | Words Words Words               | Él mismo   | Especial de comedia                                        |
| 2013 | what.                           | Él mismo   | Especial de comedia                                        |
| 2013 | Zach Stone Is Gonna Be Famous   | Zach Stone | 12 episodios Cocreador, escritor y productor ejecutivo     |
| 2016 | Make Happy                      | Él mismo   | Rutina de stand up                                         |
| 2017 | Jerrod Carmichael: 8            | -          | Especial de comedia Director y productor ejecutivo         |
| 2018 | Chris Rock: Tamborine           | -          | Especial de comedia Director                               |
| 2021 | Bo Burnham: Inside              | Él mismo   | Especial de comedia Director, editor y compositor          |
| 2022 | Jerrod Carmichael: Rothaniel    | -          | Especial de comedia Director, editor y productor ejecutivo |
| 2022 | Bo Burnham: The Inside Outtakes | Él mismo   | Especial de comedia Director, editor y compositor          |

## Premios
En el Festival Fringe de Edimburgo de 2010, fue nominado para el premio principal de la comedia de Edimburgo y ganó el premio del panel de la comedia de Edimburgo y el premio "Act Most Likely to Make a Million Quid".
| Año  | Premio                                    | Categoría | Proyecto                           | Resultado |
| ---- | ----------------------------------------- | --- | ---------------------------------- | --------- |
| 2018 | Sociedad de Críticos de Cine de Boston    | Mejor cineasta nuevo                                                                                                | Eighth Grade                       | Ganó      |
| 2018 | Asociación de Críticos de Cine de Chicago | Mejor guion original                                                                                                | Eighth Grade                       | Nominado  |
| 2018 | Asociación de Críticos de Cine de Chicago | Cineasta más prometedor                                                                                             | Eighth Grade                       | Nominado  |
| 2018 | Premios del Sindicato de Directores       | Mejor dirección (primer largometraje)                                                                               | Eighth Grade                       | Ganó      |
| 2018 | Premios Independent Spirit                | Mejor guion de ópera prima                                                                                          | Eighth Grade                       | Ganó      |
| 2018 | Círculo de Críticos de Cine de Nueva York | Mejor ópera prima                                                                                                   | Eighth Grade                       | Ganó      |
| 2018 | Sociedad de Críticos de Cine de San Diego | Mejor director | Eighth Grade                       | Nominado  |
| 2018 | Sociedad de Críticos de Cine de San Diego | Mejor guion original                                                                                                | Eighth Grade                       | Ganó      |
| 2018 | Sociedad de Críticos de Cine de San Diego | Mejor artista revelación                                                                                            | Eighth Grade                       | Nominado  |
| 2018 | Festival de Cine de Sundance              | Gran premio el jurado                                                                                               | Eighth Grade                       | Nominado  |
| 2019 | Premios WGA                               | Mejor guion original                                                                                                | Eighth Grade                       | Ganó      |
| 2020 | Asociación de Críticos de Hollywood       | Mejor actor de reparto                                                                                              | Promising Young Woman              | Nominado  |
| 2021 | Asociación de Críticos de Hollywood       | Mejor serie de sketches, serie de variedades, programa de entrevistas o especial de comedia/variedades en streaming | Bo Burnham: Inside                 | Ganó      |
| 2021 | Premios Primetime Emmy                    | Especial de variedades excepcional (pregrabado)                                                                     | Bo Burnham: Inside                 | Nominado  |
| 2021 | Premios Primetime Emmy                    | Dirección sobresaliente para un especial de variedades                                                              | Bo Burnham: Inside                 | Ganó      |
| 2021 | Premios Primetime Emmy                    | Escritura sobresaliente para un especial de variedades                                                              | Bo Burnham: Inside                 | Ganó      |
| 2021 | Premios Primetime Emmy                    | Edición sobresaliente para programación de variedades                                                               | Bo Burnham: Inside                 | Nominado  |
| 2021 | Premios Primetime Emmy                    | Dirección musical sobresaliente                                                                                     | Bo Burnham: Inside                 | Ganó      |
| 2021 | Premios Primetime Emmy                    | Música y letras originales sobresalientes                                                                           | Bo Burnham: Inside                 | Nominado  |
| 2022 | Premios Grammy                            | Mejor video musical de formato largo                                                                                | Bo Burnham: Inside                 | Nominado  |
| 2022 | Premios Grammy                            | Mejor canción escrita para medios visuales                                                                          | Bo Burnham: Inside"All Eyes on Me" | Ganó      |